# Молочинский, Григорий Фёдорович
Григорий Фёдорович Молочинский (1910—1945) — участник Великой Отечественной войны, парторг стрелковой роты 993-го стрелкового Тильзитского полка 263-й стрелковой Сивашской дивизии 3-го Белорусского фронта, старший сержант. Герой Советского Союза (1945).

## Биография
Родился в 1910 году в селе Ромашкино ныне Курманаевского района Оренбургской области в семье крестьянина. Русский.
Окончил неполную среднюю школу. До призыва на военную службу работал в родном селе. Затем работал учителем школы-интерната в Орловском районе Ростовской области. Был женат (жена — Дарья Владимировна), в семье было четверо детей.
Член ВКП(б) с 1940 года. В июне 1941 года был призван на фронт. С начала Великой Отечественной войны и до дня гибели воевал на Юго-Западном, 3-м Белорусском фронтах, участвовал в оборонительных боях первого периода войны под Воронежем, освобождении Белоруссии, Литвы, разгроме врага на территории Восточной Пруссии. Был тяжело ранен.
Погиб в боях за Кёнигсберг 6 апреля 1945 года. Был похоронен в пригороде Калининграда — посёлке Чкаловске. На могиле установлен памятник.
Так написала об отце старшему научному сотруднику Калининградского историко-художественного музея А. И. Петрикину дочь Молочинского — Рита Григорьевна:

«Родился он в рабоче-крестьянской семье, было у них семь человек детей, но все: и родители, и шесть детей — умерли от голода, остался один отец. Его взял на воспитание дядя. Жилось ему плохо, учиться не пришлось, познавал науку сам. В 1930 году был призван в ряды Красной Армии. Там он вступил в Коммунистическую партию и, демобилизовавшись из армии, поступил заочно учиться в г. Ростов. После демобилизации работал в школе учителем на станции Двойной Ростовской области. С 1935 по 1941 год работал в школе-интернате хутора „3-й Коминтерн“ Орловского района, куда его направили по окончании учебы в г. Ростове. В 1941 году ушел на войну».

## Награды
- Звание Героя Советского Союза присвоено указом Президиума Верховного Совета СССР от 19 апреля 1945 года за отвагу и героизм, проявленные при штурме города-крепости Кёнигсберг (посмертно).
- Награждён орденом Ленина (1945) и медалями.

В наградном листе, которым Григорий Молочинский был представлен к присвоению звания Героя Советского Союза, говорится:

«Тов. Молочинский в бою 6.04.45 г. при штурме г. Кёнигсберга проявил мужество и отвагу. Будучи парторгом роты, он во время боя личным примером воодушевлял бойцов. Выбыл из строя командир роты, тов. Молочинский смело принял на себя командование и, невзирая на ураганный огонь противника, всё время двигался вперёд, огнём своего автомата уничтожая гитлеровцев. Когда рота под сильным огнём противника залегла, тов. Молочинский поднялся во весь рост с возгласом «Вперед! За Родину!» и бросился вперёд к вражеским траншеям. Вся рота как один поднялась вслед за отважным парторгом, ворвалась в траншеи противника, выбила его из занимаемых позиций и уничтожила до 40 гитлеровцев».

## Память
- Именем Героя названа одна из улиц Центрального района города Калининграда.
- О его подвигах есть материал в филиале областного краеведческого музея Калининграда.
- В 1982 году очерк о Герое Советского Союза Григории Фёдоровиче Молочинском напечатала газета «Красная звезда»[3].